# (17599) 1995 ON4
(17599) 1995 ON4 es un asteroide perteneciente al cinturón de asteroides, descubierto el 22 de julio de 1995 por el equipo del Spacewatch desde el Observatorio Nacional de Kitt Peak, Arizona, Estados Unidos.

## Designación y nombre
Designado provisionalmente como 1995 ON4.

## Características orbitales
1995 ON4 está situado a una distancia media del Sol de 2,566 ua, pudiendo alejarse hasta 2,846 ua y acercarse hasta 2,287 ua. Su excentricidad es 0,109 y la inclinación orbital 2,786 grados. Emplea 1501,78 días en completar una órbita alrededor del Sol.

## Características físicas
La magnitud absoluta de 1995 ON4 es 14,78. Tiene 3,276 km de diámetro y su albedo se estima en 0,180.